# سوسک‌های شاخک‌بلند
سوسک‌های شاخک‌بلند (نام علمی: Cerambycidae) نام یک تیره از بالاخانواده برگ‌خوارواران است.